# Gnamptogenys dichotoma
Gnamptogenys dichotoma is een mierensoort uit de onderfamilie van de Ectatomminae. De wetenschappelijke naam van de soort is voor het eerst geldig gepubliceerd in 2008 door Mackay & Mackay.